# کریستینا جنسن
کریستینا جنسن (انگلیسی: Christina Jensen؛ زادهٔ ۲۱ ژانویهٔ ۱۹۷۴) بازیکن فوتبال اهل دانمارک است.
از باشگاه‌هایی که در آن بازی کرده‌است می‌توان به باشگاه فوتبال ادنسه اشاره کرد.
وی همچنین در تیم ملی فوتبال زنان دانمارک بازی کرده‌است.